# La Chat
Chastity Darnestine Daniels mais conhecida pelo seu nome artístico La Chat (Memphis, Tennessee — 21 de março de 1978) é um cantora americana.
Ela começou sua careira em 1995 sendo apadrinhada pelo grupo de hip-hop Three 6 Mafia e Gangsta Boo enquanto estava com o contrato com a gravadora Hypnotize Minds.
La Chat é um dos relativamente poucos rappers do sexo feminino cujo conteúdo lírico tem consistentemente girava em torno de temas de hardcore e gangsta rap.

## Dicografia

### Álbuns de estúdio
- 2001 – Murder She Spoke
- 2004 – Ultimate Revenge
- 2004 – Dramatize
- 2006 – Bad Influence
- 2008 – Da Hood Homegirl
- 2014 – Witch (Gangsta Boo & La Chat EP)
- 2015 – Murder She Spoke II

### Mixtapes
- 2011 – Krumbz 2 Brickz (Mixed Trap-A-Holics)
- 2015 – Beast Mode Mixtape: Road to Murder She Spoke II (Mixed by DJ Hylyte)